# Elaterites lavateri
Elaterites lavateri is een keversoort uit de familie kniptorren (Elateridae). De wetenschappelijke naam van de soort is voor het eerst geldig gepubliceerd in 1847 door Heer.